# Фаррохшехр
Фаррохше́хр (перс. فرخ شهر‎) — город на юго-западе Ирана, в провинции Чехармехаль и Бахтиария. Входит в состав шахрестана Шехре-Корд.
На 2006 год население составляло 28 920 человек; в национальном составе преобладают персы.
| 1986   | 1991   | 1996   | 2006   | 2011   |
| ------ | ------ | ------ | ------ | ------ |
| 20 441 | 23 954 | 26 250 | 28 920 | 30 276 |

Альтернативные названия: Кахофрох (Qahofrokh), Кехфарух (Qehfarukh), Кахферох (Qahferokh), Катарох (Qatarokh).

## География
Город находится на северо-востоке Чехармехаля и Бахтиарии, в горной местности центрального Загроса, на высоте 2 101 метра над уровнем моря.
Фаррохшехр расположен на расстоянии приблизительно 10 километров к юго-востоку от Шехре-Корда, административного центра провинции и на расстоянии 370 километров к югу от Тегерана, столицы страны. Большинство трудоспособного населения занято в сельском хозяйстве и промышленности.